# The Guild 2
Pour les articles homonymes, voir Guild (homonymie).
The Guild 2 (Die Gilde 2 en allemand) est un jeu vidéo de simulation de vie et de simulation économique développé par 4Head Studios et édité par JoWooD Productions, sorti en 2006 sur Windows et Mac. Deuxième volet de la série The Guild, il fait suite à Europa 1400 : Les Marchands du Moyen Âge (Europa 1400 : The guild) et  précède The Guild 3.

## Accueil
- Jeuxvideo.com : 12/20 ; note des lecteurs : 15,1/20[1].
- Metacritic : 61/100 ; note des joueurs : 7,1/10[2].

## Extensions
Le jeu a bénéficié de trois extensions : The Guild 2: Pirates of the European Seas (2007), The Guild 2: Venice (2008) et The Guild 2: Renaissance (2010).